# Epipedobates boulengeri
Espèce
Synonymes
- Prostherapis femoralis Barbour, 1905 nec Boulenger, 1884
- Prostherapis boulengeri Barbour, 1909

Statut de conservation UICN

 LC  : Préoccupation mineure
Statut CITES
Epipedobates boulengeri est une espèce d'amphibiens de la famille des Dendrobatidae.

## Répartition et habitat
Cette espèce se rencontre du niveau de la mer jusqu'à 1 460 m d'altitude :
- en Colombie sur l'île Gorgona, dans la plaine pacifique et sur le versant Ouest de la cordillère Occidentale dans les départements de Nariño, de Cauca et de Valle del Cauca ;
- en Équateur dans les provinces d'Esmeraldas, de Pichincha et d'Imbabura.

C'est une espèce terrestre qui vit sur le sol de la forêt tropicale humide.

## Étymologie
Cette espèce est nommée en l'honneur de George Albert Boulenger.

## Publications originales
- Barbour, 1905 : The vertebrata of Gorgona Island, Colombia. Reptilia Amphibia. Bulletin of the Museum Comparative Zoology, vol. 46, no 5, p. 87-102 (texte intégral).
- Barbour, 1909 : Corrections regarding the names of two recently described Amphibia Salientia. Proceedings of the Biological Society of Washington, vol. 22, p. 89 (texte intégral).